# Lustració a Ucraïna

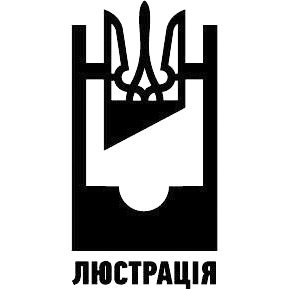
Logotip del Comitè de Lustració d'Ucraïna.

La lustració a Ucraïna (ucraïnès: Люстрація) es refereix a la depuració dels funcionaris públics que havien ocupat càrrecs públics durant el mandat del president Víktor Ianukòvitx i la seva inhabilitació durant un període d'entre cinc i deu anys. Aquesta mesura es va iniciar sota la presidència de Petrò Poroixenko, després que Ianukòvitx fos deposat durant l'Euromaidan. Una proposta del president Volodímir Zelenski podria estendre la lustració als càrrecs públics durant la presidència de Poroixenko.
El concepte de lustració també al·ludeix a purgues similars a Ucraïna, igual que a altres països del bloc de l'est, després de la dissolució de la Unió Soviètica. Aquestes purgues van afectar funcionaris públics que havien estat actius en el Partit Comunista de la Unió Soviètica abans de 1991.

## Visió general
La campanya de lustració pretenia destituir dels càrrecs públics «durant deu anys i uns altres durant cinc anys» als funcionaris que havien treballat amb el president Víktor Ianukòvitx durant més d'un any entre el 25 de febrer de 2010 i el 22 de febrer de 2014 i no havien dimitit per la seva pròpia voluntat, així com als funcionaris «que van ser elegits i van exercir alts càrrecs en el Partit Comunista de la Unió Soviètica, van ser treballadors permanents o agents secrets per al KGB soviètic, el Departament Central d'Intel·ligència del Ministeri de Defensa soviètic, es van graduar a centres d'educació superior del KGB soviètic (exceptuant especialitzacions tècniques), van treballar amb els serveis secrets de països estrangers com a informants secrets o van realitzar actes dirigits a sabotejar els fonaments de la seguretat nacional, la defensa o la integritat territorial d'Ucraïna per les seves accions o per falta d'elles, van fer crides públiques a la violació de la integritat territorial i sobirania d'Ucraïna o van avivar la disputa ètnica».
Els càrrecs electes, com el president d'Ucraïna, els diputats de la Rada Suprema no són subjectes a controls de lustració, com tampoc ho són els jutges en actiu de la Cort Suprema d'Ucraïna i de la Cort Constitucional d'Ucraïna.

## Història

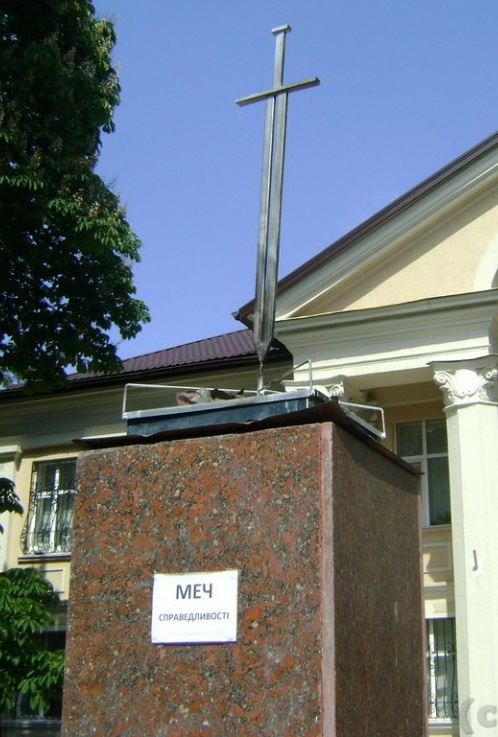
El monument «Espasa de la Justícia» a Brovary va ser un símbol de la lustració i de la lluita contra la corrupció a una ciutat.

La lustració va ser una de les reivindicacions dels manifestants del Euromaidan, una sèrie de protestes que va començar al novembre de 2013 i va culminar el 22 de febrer de 2014 amb la destitució del president ucraïnès Víktor Ianukòvitx. El 26 de febrer de 2014, Iehor Sóboliev va ser designat per a dirigir el Comitè de Lustració al nou govern de Iatseniuk. El 14 d'agost de 2014, la Rada Suprema va aprovar amb el suport de 252 diputats d'un total de 450 un projecte de llei en matèria de lustració que introduïa «procediments per a realitzar controls a funcionaris del govern i a persones nominades per a ocupar càrrecs de govern amb el propòsit de decidir si reuneixen determinats criteris per a ocupar un càrrec rellevant». El 16 de setembre de 2014, la Rada Suprema va aprovar en tercera lectura la llei de lustració, que va entrar en vigor el 16 d'octubre. Segons Iuri Derevianko, cap del grup de treball que va finalitzar la redacció de la llei, el document aprovat diferia del projecte de llei examinat pel Parlament en primera lectura.
La primera ona de lustracions, duta a terme a l'octubre de 2014, va suposar la destitució de 39 alts càrrecs. Per a mediats de setembre de 2015, 700 funcionaris públics havien estat depurats.

## Crítiques
El Procurador General d'Ucraïna Vitali Iarema va advertir que la llei de lustració adoptada per la Rada Suprema no complia ni amb la Constitució ucraïnesa ni amb el dret internacional, i que «la seva promulgació tindrà conseqüències negatives».
Volodímir Iavorski, del Grup de Protecció dels Drets Humans de Járkov va qualificar el projecte de llei del 14 d'agost de 2014 de «desraonat». Va advertir que la seva implementació implicaria «violacions greus i sistemàtiques dels drets humans» pel fet que, entre altres raons, un nombre excessiu de persones quedaria subjecte a la lustració, a més, perjudicaria les institucions, obligades a substituir a plantilles senceres.
La Comissió de Venècia del Consell d'Europa va dictaminar el 12 de desembre de 2014 que la llei de lustració contenia alguns defectes greus, i va demanar que es revisessin els criteris de lustració, que es posposessin les decisions administratives en matèria de lustració i que la informació sobre les persones subjectes a lustració sol es fes pública després d'una sentència judicial ferma.